# Бродска артиљерија
Бродска артиљерија обухвата артиљеријско и ракетно оружје тактичке намјене, опрему и прибор за дејство и људство за опслуживање. Користи се за дјеловање са брода против циљева на копну, мору и ваздуху.
Елементи бродске артиљерије су обично повезани са конструкцијом брода а јединица је саставни дио бродске посаде. Постоје разне подјеле бродске артиљерије, зависно од критеријума који се користе за класификацију.

## Подјела
Бродска артиљерија се може подијелити према задацима у борби на: главну и помоћну. Према могућностима употребе бродска артиљерија се дијели на универзалну (може да дјелује против ваздухоплова, копнених и морских циљева) и противбродску. Према конструкцији и начину избацивања пројектила бродска артиљерија се дијели на: класичну (оруђа са цијевима - топови и слично), ракетну и комбиновану (гранате са помоћним ракетним мотором).
По врсти експлозива у муницији бродска артиљерија се дијели на: конвенционалну и нуклеарну. По моћи дејства или калибру противбродска бродска артиљерија се дијели на: лаку (калибар 20-100 мм), средњу (105-203 мм), и тешку (преко 203 мм). Универзална бродска артиљерија је лака аутоматска (калибар 20-76 мм), средња аутоматска и полуаутоматска (76-127 мм) и тешка преко 127 мм.